# The Next Best Thing
The Next Best Thing is een Amerikaanse romantische filmkomedie uit 2000 onder regie van John Schlesinger. Hoofdrolspeelster Madonna 'won' hiermee de Golden Raspberry Award voor slechtste actrice, terwijl de productie ook werd genomineerd voor Golden Raspberry Awards voor slechtste film, slechtste regisseur, slechtste scenario en slechtste filmkoppel.

## Verhaal
Abbie Reynolds en Robert Whittaker zijn elkaars beste vrienden. Van seksuele spanning tussen hen is ook geen sprake, want hij is homoseksueel. Op een dronken avond belandden de twee niettemin met elkaar in bed, waarbij zij zwanger wordt en een kind krijgt.

## Rolverdeling
| Acteur              | Personage          |
| ------------------- | ------------------ |
| Madonna             | Abbie Reynolds     |
| Rupert Everett      | Robert Whittaker   |
| Benjamin Bratt      | Ben Cooper         |
| Illeana Douglas     | Elizabeth Ryder    |
| Michael Vartan      | Kevin Lasater      |
| Josef Sommer        | Richard Whittaker  |
| Lynn Redgrave       | Helen Whittaker    |
| Neil Patrick Harris | David              |
| Mark Valley         | Cardioloog         |
| John Carroll Lynch  | Advocaat van Abbie |

## Filmmuziek
De in de film gebruikte muziek is op cd uitgebracht. De volgende nummers staan op de cd:
1. Matisse - Boom Boom Ba
2. Manu Chao - Bongo Bongo
3. Christina Aguilera - Don't Make Me Love You (Til I'm Ready)
4. Madonna - American Pie
5. Mandalay - This Life
6. Groove Armada - If Everybody Looked the Same
7. Moby - Why Does My Heart Feel So Bad?
8. Olive - I'm Not in Love
9. Beth Orton - Stars All Seem to Weep
10. Madonna - Time Stood Still
11. Solar Twins - Swayambhu
12. Gabriel Yared - Forever (And Always)